# 1979 في مصر
فيما يلي قوائم الأحداث التي وقعت خلال عام 1979 في مصر.

## سياسة

### انتهاء فترة المنصب
- 17 فبراير – بطرس بطرس غالي قائمة وزراء خارجية مصر.
- 13 ديسمبر – محمد حافظ إسماعيل سفير مصر لدى فرنسا.

## ظهور
- 1 يناير – مصر اليوم

## أفلام
من الأفلام التي صدرت هذه السنة في مصر:
- 1 يناير – الخدعة الخفية من إخراج يحيى العلمي.
- 1 يناير – السقا مات من إخراج صلاح أبو سيف.
- 1 يناير – الشك يا حبيبي من إخراج هنري بركات.
- 1 يناير – إسكندرية ليه من إخراج يوسف شاهين.
- 1 يناير – خلي بالك من جيرانك
- 1 يناير – سأكتب اسمك على الرمال من إخراج عبد الله المصباحي.
- 1 يناير – شفيقة ومتولي من إخراج علي بدرخان.
- 1 يناير – نوع من النساء من إخراج محمد النجار، حسن الصيفي.
- 1 يناير – ولا يزال التحقيق مستمرا من إخراج أشرف فهمي.
- 1 يناير – يوم آخر من إخراج صاحب حداد.
- 19 فبراير – المتوحشة من إخراج سمير سيف.
- 23 أغسطس – ولا عزاء للسيدات من إخراج هنري بركات.
- 22 أكتوبر – إحنا بتوع الأتوبيس من إخراج حسين كمال.

## مواليد

### يناير
- 1 يناير – محمد حمص لاعب كرة قدم مصري.[1]
- 7 يناير – محمد الديب
- 26 يناير – علاء عبد الغني لاعب كرة قدم مصري.

### فبراير
- 5 فبراير – محمد علي أمير , ولي عهد.
- 23 فبراير – حلا شيحة ممثلة مصرية.
- 25 فبراير – سيد معوض لاعب كرة قدم مصري.

### مارس
- 1 مارس – حسين زكي لاعب كرة يد مصري.

### أبريل
- 18 أبريل – أيمن محيي الدين صحفي أمريكي.
- 20 أبريل – حمادة هلال مغني مصري.
- 24 أبريل – أمير عبد الحميد لاعب كرة قدم مصري.[2]

### مايو
- 29 مايو – محمد أمين طلبة كاتب عمود مصري.

### يوليو
- 11 يوليو – أحمد صلاح حسني لاعب كرة قدم مصري.[3]
- 20 يوليو – عمرو شبانة لاعب اسكواش مصري.

### أغسطس
- 15 أغسطس – محمد جودة لاعب كرة قدم مصري.[4]
- 18 أغسطس – رامي عادل لاعب كرة قدم مصري.

### سبتمبر
- 1 سبتمبر – كرم جابر مصارع محترف مصري.
- 3 سبتمبر – وجيه عبد العظيم لاعب كرة قدم مصري.
- 25 سبتمبر – فوزي باديلا

### أكتوبر
- 1 أكتوبر – أسامة محمد لاعب كرة قدم مصري.
- 7 أكتوبر – محمد علاء الدين كاتب مصري.
- 16 أكتوبر – إبراهيم سعيد لاعب كرة قدم مصرى.[5]
- 24 أكتوبر – أسامة حسن لاعب كرة قدم مصري.[6]

### نوفمبر
- 20 نوفمبر – حسن مصطفى لاعب كرة قدم مصري.
- 29 نوفمبر – شادي محمد لاعب كرة قدم مصري.

### ديسمبر
- 19 ديسمبر – أحمد عبد الله السيد مخرج مصري.
- 25 ديسمبر – هشام عبد الخالق[7]

## وفيات

### يناير
- 1 يناير – أحمد علي المواوي (مواليد 1897) ضابط مصري.
- 1 يناير – عباس حسن (مواليد 1901)
- 1 يناير – علي الكف (مواليد 1908) لاعب كرة قدم مصري.
- 19 يناير – صلاح منصور (مواليد 1923) مخرج أفلام مصري.

### فبراير
- 1 فبراير – فكري باشا أباظة (مواليد 1896) صحفي مصري.
- 15 فبراير – سيف وانلي (مواليد 1906) رسام مصري.[8]

### يوليو
- 15 يوليو – كمال أمين (مواليد 1923) فنان مصري.

### ديسمبر
- 1 ديسمبر – الأمير محمد عبد المنعم (مواليد 1899)